# Bestune B70S
Bestune B70S – samochód osobowy klasy średniej produkowany pod chińską marką Bestune od 2022 roku.

## Historia i opis modelu

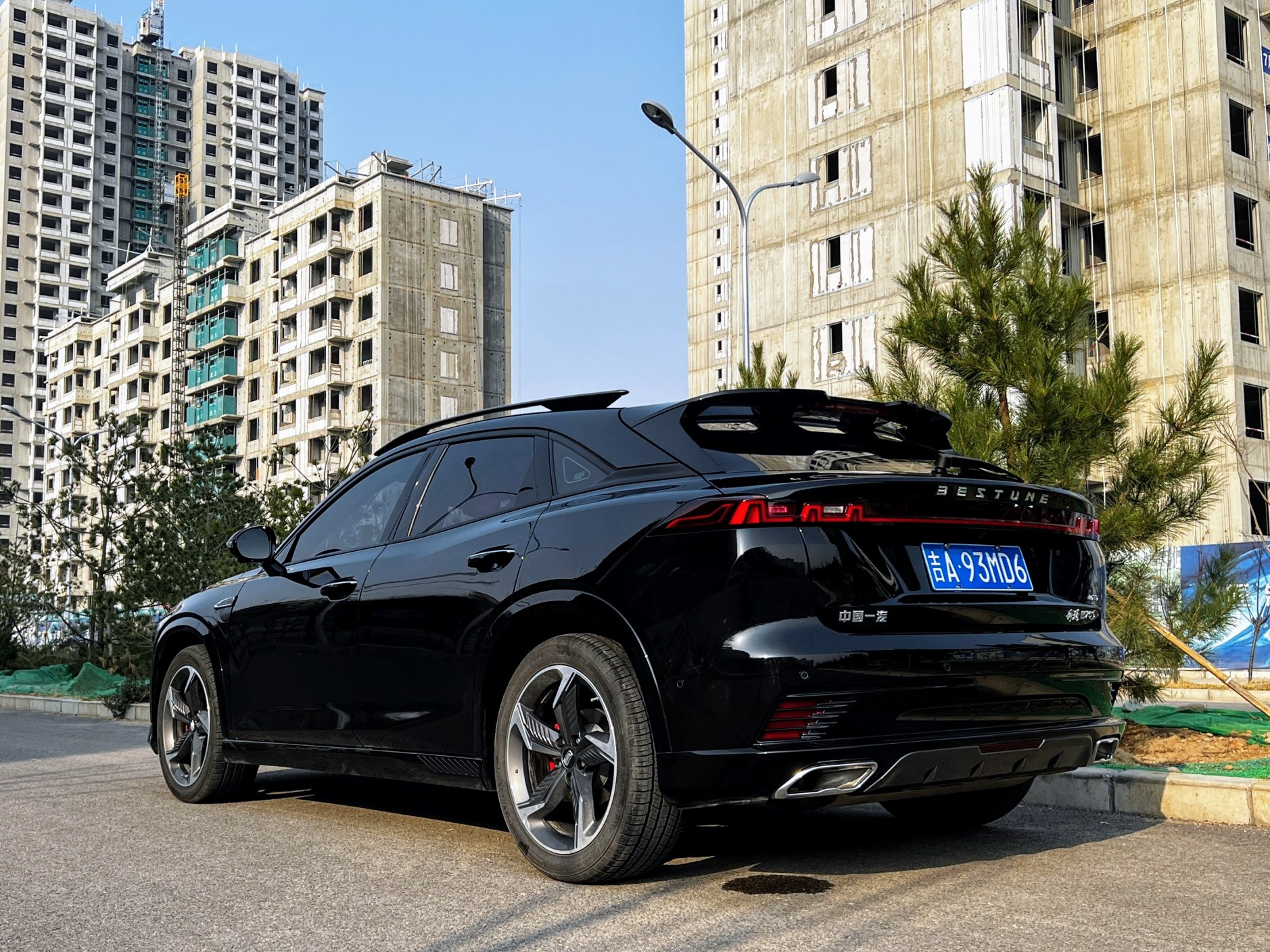
Bestune B70S - tył

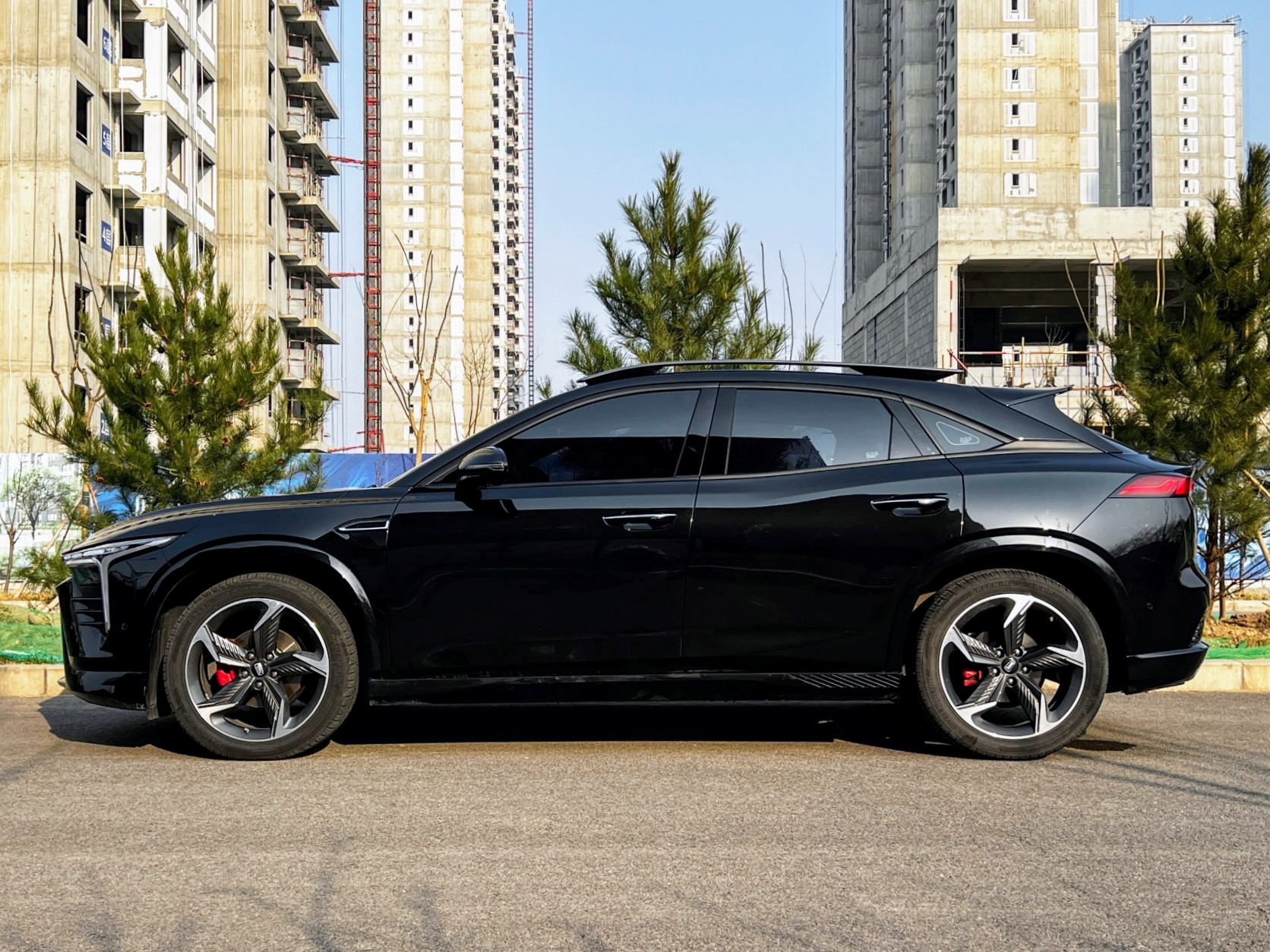
Bestune B70S - sylwetka

W listopadzie 2021 roku podczas chińskich targów samochodowych Gunangzhou Auto Show firma Bestune przedstawiła nowy model w swojej gamie w postaci średniej wielkości fastbacka B70S. Samochód powstał jako wariacja na temat bardziej konwencjonalnego modelu B70, odróżniając się od niego plastikowymi nakładkami na nadwozie w stylu crossoverów i ściętą tylną częścią nadwozia. Ponadto, przemodelowany pas przedni przyozdobiła trapezoidalna atrapa chłodnicy oraz imitacja wlotów powietrza przy masce.
Kabina pasażerska została zapożyczona ze spokrewnionego liftbacka B70, zyskując zintegrowany pod jedną taflą zestaw 12,3-calowych wyświetlaczy pełniących kolejno funkcję cyfrowych zegarów i centralnego systemu multimedialnego. Częściowo scyfryzowany został także panel klimatyzacji, który wbogacono fizycznymi pokrętłami.
Do napędu Bestune B70S wykorzystane zostały dwa benzynowe, czterocylindrowe silniki z turbodoładowaniem. Podstawowy, 1,5 litrowy rozwinął moc 167 KM i został połączony z 7-biegową dwusprzegłową automatyczną skrzynią biegów. Topowy, 2-litrowy, osiąga z kolei moc 221 KM i współdziała z klasyczną, hydrauliczną automatyczną skrzynią biegów o 6 przełożeniach.

### Sprzedaż
Bestune B70S zostało zbudowane głównie z myślą o rynku chińskim, w przeciwieństwie do pokrewnego B70 nie trafiając do sprzedaży na rynkach eksportowych. Pierwsze egzemplarze rozpoczęto dostarczać do klientów w marcu 2022 roku, z cenami rozpoczynającymi się od pułapu 109 900 juanów.

### Silniki
- R4 1.5l Turbo 167 KM
- R4 2.0l Turbo 221 KM